# 유침류 (선형동물)
유침류(有針類)는 선형동물문 유침강(有針綱, Enoplea)에 속하는 기생 동물의 총칭이다. 편충 등을 포함하고 있다. 식물과 사람을 포함한 동물에 주로 기생한다.

## 하위 분류
2개 아강으로 분류한다.
- 유침아강 (Enoplia)
  - 유침목 (Enoplida)
  - Trefusiida
  - Triplonchida
- 창선충아강 (Dorylaimia)
  - 창선충목 (Dorylaimida)
  - Mermithida
  - Mononchida
  - Dioctophymatida
  - Trichinellida
  - Isolaimida
  - Muspiceida
  - Marimermithida